# Хлорид-трибромид кремния
Хлорид-трибромид кремния — неорганическое соединение,
хлор- и бромпроизводное моносилана с формулой SiBr3Cl,
бесцветная жидкость,
реагирует с водой.

## Получение
- Длительное нагревание тетрахлорида кремния и бромида алюминия:

{\displaystyle {\mathsf {3SiCl4+AlBr_{3}\ {\xrightarrow {150^{o}C}}\ 3SiBrCl_{3}+AlCl_{3}}}}
{\displaystyle {\mathsf {3SiCl4+2AlBr_{3}\ {\xrightarrow {150^{o}C}}\ 3SiBr_{2}Cl_{2}+2AlCl_{3}}}}
{\displaystyle {\mathsf {SiCl4+AlBr_{3}\ {\xrightarrow {150^{o}C}}\ SiBr_{3}Cl+AlCl_{3}}}}
полученную смесь галогенидов разделяют фракционной перегонкой.

## Физические свойства
Хлорид-трибромид кремния образует бесцветную жидкость,
реагирует с водой.